# Emily E. Witt
Pour les articles homonymes, voir Witt.
Emily Elspeth Witt est une mathématicienne américaine, professeure à l'université du Kansas. Ses recherches portent sur l'algèbre commutative, la théorie des représentations et la théorie des singularités.

## Formation et carrière
Witt est diplômée en 2005 de l'université de Chicago, où elle se spécialise en mathématiques avec une spécialisation en informatique. Elle termine son doctorat en 2011 à l'université du Michigan. Sa thèse, intitulée Local cohomology and group actions, est dirigée par Melvin Hochster.
Après avoir travaillé comme professeure adjointe Dunham Jackson à l'université du Minnesota de 2011 à 2014, et comme professeure adjointe de recherche à l'université de l'Utah de 2014 à 2015, elle obtient un poste de professeure adjointe menant à la permanence à l'Université du Kansas en 2015. Elle est promue professeure associée en 2020  et nommée professeure intra-universitaire Keeler pour 2021-2022,.

## Reconnaissance
Witt est la lauréate 2022-2023 du prix commémoratif Ruth I. Michler de l'Association for Women in Mathematics,. 